# Cesare Mazzolari
Cesare Mazzolari MCCI (ur. 9 lutego 1937 w Brescii, zm. 16 lipca 2011 w Rumbek w Sudanie Południowym) − włoski biskup katolicki, misjonarz kombonianin.

## Życiorys
Cesare Mazzolari urodził się w Brescii. Po wstąpieniu do kombnianów i odbyciu studiów filozoficzno-teologicznych został wyświęcony na kapłana w San Diego 17 marca 1962. Następnie pracował wśród meksykańskich i afroamerykańskich górników w Cincinnati. W 1981 wyjechał do Sudanu, pracując kolejno w diecezji w Tombura-Yambio, w archidiecezji Dżuba, a następnie w nowej diecezji w Rumbek.

### W diecezji Rumbek (Sudan Południowy)
W 1990 o. Mazzolari został ustanowiony administratorem apostolskim diecezji Rumbek o powierzchni 58,003 km². Terytorium diecezji zamieszkiwało 3 mln osób. W tym samym roku Mazzolari aktywnie zaangażował się w uwolnienie 150 młodych niewolników. W 1991 otworzył misję w Yirol, pierwszą z szeregu powstałych w czasie jego administracji nad diecezją. Część z tych misji zostanie zamknięta z powodu działań zbrojnych podczas II wojny domowej w Sudanie.
W 1994 o. Mazzolari został porwany i przetrzymywany dobę przez rebeliantów SPLA − Ludowej Armii Wyzwolenia Sudanu − uzbrojonej bojówki separatystycznej, walczącej przeciwko rządowi islamskiemu.
Papież Jan Paweł II konsekrował o. Mazzolariego 6 stycznia 1999, ustanawiając go biskupem diecezji w Rumbek która w latach 1982–1998 nie miała biskupa. Decyzja watykańska miała znaczenie polityczne. Bp Mazzolari objął diecezję, której wierni doświadczali szykan i prześladowania religijnego. Podróże biskupa do Włoch prowokowały silne reakcje zarówno w kręgach kościelnych jak i świata polityki. Przez dwadzieścia lat bp Mazzolari, przebywając wśród wiernych swojej diecezji znosił wraz z populacją Sudanu Południowego konsekwencje wojny i kryzysu ekonomicznego. Dawał świadectwo o łamaniu praw człowieka.

### Stowarzyszenie "Cesar"
By skonsolidować działania na rzecz przywrócenia praw człowieka na terenie swojej diecezji bp Mazzolari założył w 2005 włoską organizację non-profit, do której wstępowali Włosi zaangażowani w informowanie opinii publicznej o sytuacji w Sudanie. Nazwa organizacji to akronim od pierwszych liter jej włoskiej nazwy: Coordinamento Enti Solidali a Rumbek. "Cesar" organizowała konferencje i spotkania informacyjne we Włoszech.
"Cesar" przyczyniła się do rozwoju społecznego, kulturalnego i ekonomicznego diecezji w Rumbek. Szczególną uwagę zwracano na rozwój edukacji, struktur sanitarnych, promocję zasad sprawiedliwości. Ważnym aspektem była też ewangelizacja. Organizacja koordynowała współpracę z innymi włoskimi stowarzyszeniami zajmującymi się pomocą na cele rozwoju.

### Nagrody i wyróżnienia
W 2001 bp Mazzolari wyróżniony został przez miasto Concesio nagrodą Premio della Bontà Paolo VI. Rotary International uhonorowało go tytułem Paul Harris Fellow.

### Śmierć
9 lipca 2011 Mazzolari wziął udział w obchodach uczczenia niepodległości Sudanu Południowego. Zmarł tydzień później w wyniku problemów zdrowotnych.